# Medový Újezd
Medový Újezd là một làng thuộc huyện Rokycany, vùng Plzeňský, Cộng hòa Séc.